# Adrian Ellison
Adrian Charles Ellison (* 11. September 1958 in Solihull) ist ein ehemaliger britischer Steuermann im Rudern und Olympiasieger.

## Karriere
Ellison begann seine internationale Karriere bei den Weltmeisterschaften 1981 als er den britischen Zweier mit Steuermann mit Thomas Cadoux-Hudson und Richard Budgett zur Bronzemedaille steuerte. Im Jahr darauf traten die drei Ruderer bei  den Weltmeisterschaften 1982 zusammen mit Geraint Fuller und Stephen King im Vierer mit Steuermann an und belegten den fünften Platz. 1983 steuerte Ellison den britischen Achter, der bei den Weltmeisterschaften den elften Platz belegte. Zusammen mit Andrew Holmes wechselte Ellison 1984 vom Achter in den Vierer. In der Besetzung Martin Cross, Richard Budgett, Andrew Holmes, Steven Redgrave und Adrian Ellison gewannen die Briten bei den Olympischen Spielen 1984 die Goldmedaille vor dem US-Boot und den Neuseeländern.
Bei den Weltmeisterschaften 1985 belegte Ellison mit dem britischen Achter den siebten Platz. 1986 gewann der englische Vierer mit Martin Cross, Adam Clift, Andrew Holmes, Steven Redgrave und Steuermann Ellison den Titel bei den Commonwealth Games in Edinburgh. Im Jahr darauf saß Ellison wieder im Achter, der den neunten Platz bei den Weltmeisterschaften 1987 belegte. 1988 verpasste Ellison die Olympischen Spiele in Seoul, bei den Weltmeisterschaften 1988 belegte er mit dem Leichtgewichts-Achter den achten Platz. 1989 kehrte er in den Schwergewichts-Achter zurück und gewann die Bronzemedaille bei den Weltmeisterschaften 1989. Nach einem vierten Platz mit dem Achter bei den Weltmeisterschaften 1990 und einem vierten Platz mit dem Vierer bei den Weltmeisterschaften 1991 trat Ellison bei den Olympischen Spielen 1992 mit dem Achter an; die Briten erreichten in Barcelona den sechsten Platz. Nach dem neunten Platz mit dem Vierer bei den Weltmeisterschaften 1993 beendete Ellison seine Karriere.
Der 1,60 m große Adrian Ellison startete für den Tyrian Boat Club und später für den Leander Club.